# Yasushi Sasaki
Pour les articles homonymes, voir Sasaki.
Yasushi Sasaki (佐々木 康) (25 janvier 1908 – 13 septembre 1993) aussi connu sous le nom Kō Sasaki est un réalisateur japonais actif des années 1920 aux années 1960.

## Biographie
Yasushi Sasaki fait ses études à l'université Hōsei. Aux lendemains de la Seconde Guerre mondiale, il est le premier réalisateur japonais à tourner un véritable baiser au cinéma dans La Jeunesse à vingt ans (Hatachi no seishun) en mai 1946, devançant le réalisateur Yasuki Chiba dont le film Baiser d'un soir (Aru yoru no seppun) sort le lendemain.
Yasushi Sasaki a réalisé plus de 180 films entre 1929 et 1964.

## Filmographie partielle

### Années 1930
- 1931 : Junan no seishun (受難の青春?)
- 1931 : Danjo oshi kurabe (男女押し比べ?)
- 1932 : Yoru wa o shizuka ni (夜はお静かに?)

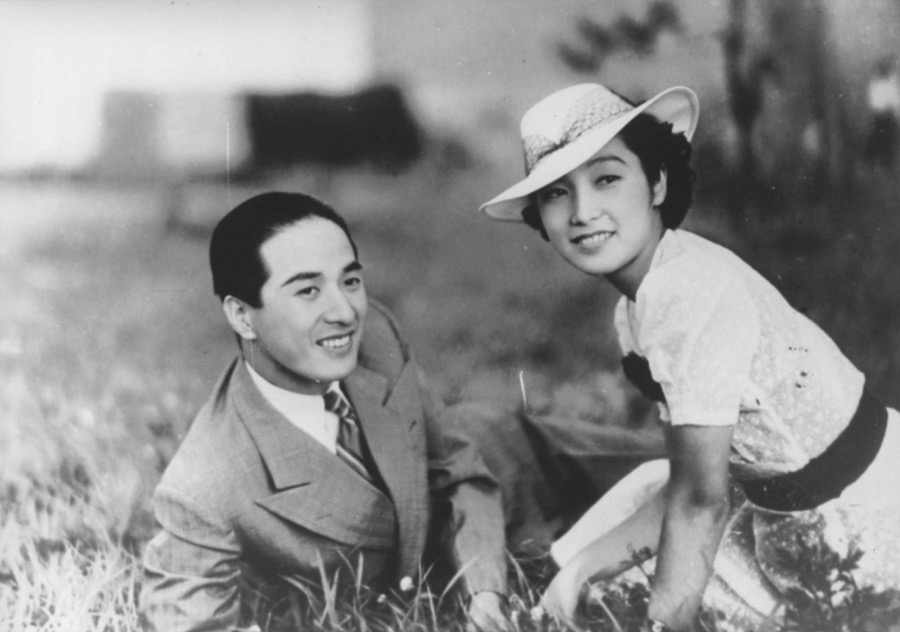
Mieko Takamine dans Junjō nijūsō (1939).

- 1932 : La Marche de Mandchourie (満州行進曲, Manshū kōshinkyoku?) co-réalisé avec Hiroshi Shimizu
- 1932 : L'Avancée de l'armée (陸軍大行進, Rikugun daikōshin?) co-réalisé avec Hiroshi Shimizu, Kazuo Ishikawa, Minoru Matsui, Kintarō Inoue et Tetsuji Watanabe
- 1934 : Onna no kaoyaku (女の顔役?)
- 1935 : Onna no kanjō (女の感情?)
- 1935 : Kagayake shōnen Nippon (輝け少年日本?) co-réalisé avec Keisuke Sasaki
- 1935 : Masshiro ki Fuji no ne (真白き富士の根?)
- 1936 : Hirenge (悲恋華?)
- 1936 : La Loi de l'amour (愛の法則, Ai no hōsoku?) co-réalisé avec Hiroshi Shimizu
- 1936 : Zetto men seishun totsugekitai (Ｚメン青春突撃隊?)
- 1936 : Shōnen kōkūhei (少年航空兵?)
- 1937 : Le Chant de marche de l'armée (進軍の歌, Shingun no uta?)
- 1937 : Haha no yume (母の夢?)
- 1937 : Akatsuki wa tōkere do (暁は遠けれど?)
- 1938 : Kaze no joō (風の女王?)
- 1938 : Hotaru no hikari (螢の光?)
- 1938 : Honō no uta (炎の詩?)
- 1938 : Junjō aishi: Yoimachi gusa (純情哀詩 宵待草?)
- 1938 : Haha no uta (母の歌・前後篇?)
- 1939 : Josei no tatakai (女性の戦ひ?)
- 1939 : Aijō butai (愛情部隊?)
- 1939 : Shin josei mondō (新女性問答?)
- 1939 : Junjō nijūsō (純情二重奏?)
- 1939 : Hanayome kyōsō (花嫁競争?)

### Années 1940
- 1940 : Aizome Tsubaki (愛染椿?)
- 1940 : Akatsuki ni inoru (暁に祈る?)
- 1940 : Saikai (再会?)
- 1941 : Shifun tsuihō (脂粉追放?)
- 1942 : Utsukushī yokogao (美しい横顔?)
- 1943 : Aiki minami e tobu (愛機南へ飛ぶ?)
- 1945 : Otome no iru kichi (乙女のゐる基地?)

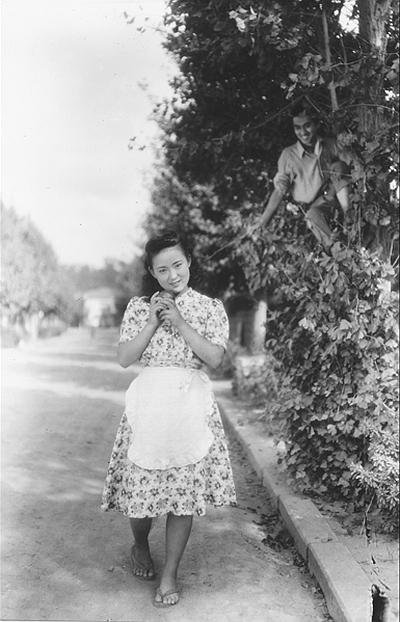
Michiko Namiki dans Soyokaze (1945).

- 1945 : Chant de la destruction alliée (撃滅の歌, Gekimetsu no uta?)
- 1945 : Soyokaze (そよかぜ?)
- 1945 : Shinpū (新風?)
- 1946 : La Jeunesse à vingt ans (はたちの青春, Hatachi no seishun?)
- 1947 : Shimikin no Asakusa no botchan (シミキンの浅草の坊ちゃん?)
- 1948 : Uwasa no otoko (噂の男?)
- 1949 : Wakare no tango (別れのタンゴ?)
- 1949 : Odoru ryū kyūjō (踊る龍宮城?, litt. « Palais du dragon dansant »)
- 1949 : Hana mo arashi mo (花も嵐も?)

### Années 1950
- 1950 : Seppun daiichigō (接吻第一号?)
- 1950 : Josei sanjūsō (女性三重奏?)
- 1951 : Yume ōki koro (夢多き頃?)
- 1952 : Yōkina wataridori (陽気な渡り鳥?)
- 1952 : Kon'ya Takao (紺屋高尾?)
- 1953 : Hatamoto taikutsu otoko: Happyaku hachi chō makaritōru (旗本退屈男 八百八町罷り通る?)
- 1953 : Surōnin bugyō (素浪人奉行?)
- 1954 : Henge daimyō (変化大名?)
- 1954 : Zoku Henge daimyō (続変化大名?)
- 1955 : Kenka bugyō (喧嘩奉行?)
- 1955 : Hatamoto taikutsu otoko: Nazo no fukumaden (旗本退屈男 謎の伏魔殿?)
- 1955 : Hiryū musō (飛龍無双?)
- 1955 : Ara jishi wangan (荒獅子判官?)
- 1955 : Hatamoto taikutsu otoko: Nazo no kettō-jō (旗本退屈男 謎の決闘状?)
- 1956 : Tadaharu matsuri: Kennan kaidō (忠治祭り 剣難街道?)
- 1956 : Yakuza daimyō (やくざ大名?)
- 1957 : Nisshin sensō fūun hiwa: Kiri no machi (日清戦争風雲秘話 霧の街?)
- 1957 : Mito Kōmon (水戸黄門?)
- 1957 : Ōgon no fukuma-den (黄金の伏魔殿?)
- 1957 : Hatamoto taikutsu otoko: Nazo no hebihime yashiki (旗本退屈男 謎の蛇姫屋敷?)
- 1958 : Nao hachi kodomo tabi (直八子供旅?)
- 1958 : Tabigasa dōchū (旅笠道中?)
- 1958 : Shinsengumi (新選組?)
- 1958 : Hibari no hanagata tantei kassen (ひばりの花形探偵合戦?)
- 1958 : Kibō no otome (希望の乙女?)
- 1958 : Shura hakkō (修羅八荒?)
- 1959 : Hatamoto taikutsu otoko: Nazo no nanban taiko (旗本退屈男 謎の南蛮太鼓?)
- 1959 : Oshidori dōchū (おしどり道中?)
- 1959 : Chiyari musō (血槍無双?)
- 1959 : Irowa wakashu: Furisode sakura (いろは若衆 ふり袖ざくら?)

### Années 1960
- 1961 : Jigoku no soko o buchi yabure (地獄の底をぶち破れ?)
- 1962 : Otoko dokyō no ayamegasa (男度胸のあやめ笠?)
- 1962 : Tekka wakashu (鉄火若衆?)
- 1963 : Rōningai no kaoyaku (浪人街の顔役?)
- 1963 : Saigo no kaoyaku (浪人街の顔役?)
- 1963 : Zangetsu Ōkawa nagashi (残月大川流し?)

## Récompense
Sauf indication contraire, les informations mentionnées dans cette section peuvent être confirmées par la base de données cinématographiques IMDb,  présente dans la section « Liens externes ».
- 1994 : prix spécial pour l'ensemble de sa carrière aux Japan Academy Prize[3]